# Ahja (ancienne commune)

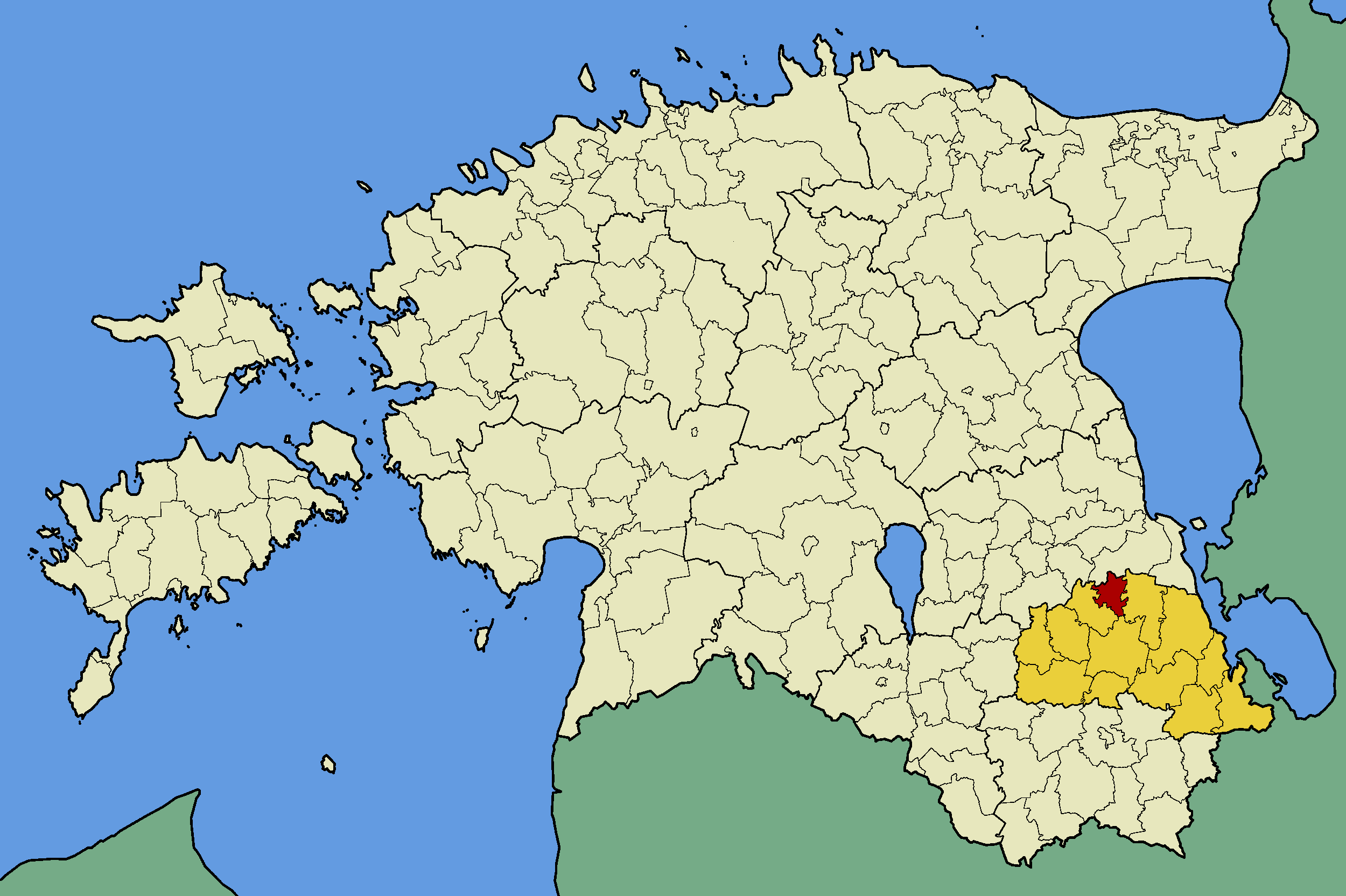
Localisation de l'ancienne commune d'Ahja (en rouge) dans le comté de Põlva (en jaune).

Ahja (en estonien : Ahja vald) est une ancienne commune rurale située dans le comté de Põlva en Estonie. En 2012, la population s'élevait à 1 019 habitants.

## Géographie
La commune s'étendait sur 72,2 km2 au nord du comté de Põlva.
Elle comprenait le petit bourg d'Ahja, ainsi que les villages d'Akste, Ibaste, Kärsa, Kosova, Loko, Mõtsküla, Mustakurmu et Vanamõisa.

## Histoire
À la suite de la réorganisation administrative d'octobre 2017, elle est supprimée et fusionne avec la commune de Põlva.